# Dicentria pelialis
Dicentria pelialis är en fjärilsart som beskrevs av William Schaus 1937. Dicentria pelialis ingår i släktet Dicentria och familjen tandspinnare. Inga underarter finns listade i Catalogue of Life.